# Bělozářka
Bělozářka (Anthericum) je rod jednoděložných rostlin z čeledi chřestovitých (Asparagaceae) kde je řazena do podčeledě Anthericoideae. Některé starší taxonomické systémy (před APG III) ji řadily do čeledi liliovitých v širším pojetí (Liliaceae s.l.), jiné do již neexistujících čeledi bělozářkovitých (Anthericaceae) nebo asfodelovitých (Asphodelaceae).
Jedná se o vytrvalé byliny s oddenky. Jsou to rostliny jednodomé s oboupohlavnými květy. Listy jsou jednoduché, přisedlé, zpravidla nahloučené na bázi. Čepele jsou nejčastěji čárkovité se souběžnou žilnatinou. Květy jsou v květenstvích, jedná se o hrozny nebo laty. Okvětí se skládá ze 6 okvětních lístků, ve 2 přeslenech (3+3), na bázi často srostlé. Tyčinek je zpravidla 6, ve 2 přeslenech (3+3). Gyneceum je složeno ze 3 plodolistů, je synkarpní, semeník je svrchní. Plod je suchý, jedná se o tobolku.

## Rozšíření ve světě
Je známo asi 50-300 druhů (záleží na pojetí rodu), které jsou rozšířeny v Evropě a Africe.

## Taxonomická poznámka
Někteří autoři řadí do rodu Anthericum také zástupce rodů Paradisea a Chlorophytum.

## Rozšíření v Česku
V ČR jsou původní 2 druhy, oba jsou teplomilné. Bělozářka větevnatá (Anthericum ramosum) roste v teplých oblastech Čech i Moravy, zatímco bělozářka liliovitá (Anthericum liliago) roste pouze v Čechách.

## Celkový seznam druhů
- Anthericum beaticum – Španělsko
- Anthericum liliago – Evropa, severní Afrika
- Anthericum ramosum – Evropa
- a další